# Eric Steven Raymond
Eric Steven Raymond (4 de desembre de 1957, Boston -), també conegut com a ESR, és l'autor de La catedral i el basar i actual responsable del Jargon File (conegut també com El nou diccionari del hacker). La seva contribució en aquesta darrera iniciativa va donar-li gran reputació com a historiador/antropòleg de la cultura hacker, però des del 1997 és conegut principalment com una de les figures del moviment del codi obert, del qual és avui un dels personatges més famosos i controvertits.
Es declara obertament com anarcocapitalista. Mostra gran interès en la ciència-ficció i en les armes de foc, essent un gran admirador de l'Associació Nacional del Rifle. Ha rebut moltes crítiques per la seva contínua defensa de la segona esmena de la Constitució dels Estats Units d'Amèrica, on s'especifiquen el drets a l'ús de les armes; com pel seu suport a la invasió de l'Iraq del 2003.

## Biografia
Nascut a Boston, Massachusetts el 1957, en Raymond va viure a tres continents abans d'establir-se a Pennsilvània el 1971. El seu compromís amb la cultura hacker comença el 1976, i va escriure el seu primer projecte de codi obert el 1982.
Fou el coordinador del client de correu Fetchmail. També va col·laborar amb els modes d'edició de l'Emacs i va coescriure porcions de la biblioteca GNU ncurses. Ha escrit una implementació de C del llenguatge de programació de paròdia INTERCAL.
És seu l'aforisme "Amb prou ulls, totes les errades són fàcils de trobar". Reconeix a Linus Torvalds la inspiració d'aquesta cita, que anomena com a "Llei de Linus". La font principal d'aquesta és el llibre La catedral i el basar, el qual es considera la seva obra més important. Endemés, ESR freqüentment escriu assaigs, molts de tema polític, que poden trobar-se a la xarxa. Se'l coneix més pel seu estil àvid i persuasiu en escriure, que no pas com a programador.
Després del 1997, va esdevenir un dels principals teoritzadors del moviment del codi obert i un dels fundadors de l'Open Source Initiative. Prengué el paper d'ambaixador del codi obert a la premsa, els negocis i a la cultura de masses. És un bon orador i ha visitat més de quinze països en sis continents.
D'entre els seus èxits, cal destacar la seva contribució en l'alliberament del codi de Netscape per a esdevenir el projecte Mozilla el 1998. Se li reconeix haver portat el codi obert als cercles de Wall Street d'una forma més efectiva que anteriors partidaris.

## Crítica
Va fer-se famós inicialment per l'adopció del Jargon File. Des de llavors, molts hackers s'han sentit insatisfets pel control centralitzat a les aportacions del projecte, algunes addicions i edicions que ha fet, i la supressió de certs termes per haver estat datats (gens usual in els projectes de diccionaris històrics). Aquells que recolzen a en Raymond argumenten que ningú ha fet cap cas per a fer una bifurcació del projecte i esdevenir el coordinador d'aqueixa nova versió.
Els crítics acusen a en Raymond de segrestar el moviment del programari lliure per a la seva pròpia promoció personal. Es diu que sovint ha posat traves a altres líders i oradors del moviment. El seu desacord amb en Richard Stallman i la postura de la Free Software Foundation pel que fa a l'ètica del programari lliure en favor d'una visió més mercantil, ha exacerbat les tensions preexistents a la comunitat. Va incrementar la fricció fent una xerrada a Microsoft, i es diu que va acceptar opcions d'acció a canvi de donar credibilitat a VA Software.
També hi ha hagut malestar entre en Raymond i els desenvolupades del nucli de Linux, després que es rebutjà la incorporació de CML2, una configuració del kernel alternativa que havia desenvolupat.
Endemés, el seu temperament ha provocat tensions amb altres partidaris del codi obert, per exemple amb Bruce Perens. Aquest feu públics a les llistes de correu de Debian uns missatges que va rebre de Raymond on es mostrava preocupat per la seva seguretat.
En Raymond afirma que és un desenvolupador central de Linux, cosa que li ha fet rebre moltes crítiques, perquè mai cap codi seu ha estat acceptat al nucli de Linux. La seva major contribució en codi ha estat en els projectes fetchmail, ncurses i als modes d'edició d'Emacs. Aquesta manca de credencials, va provocar una resposta a Richard Stallman a l'assaig "Calla i mostra'ls el codi".
En Raymond ha respost a aquestes crítiques en el seu assaig "Pren la meva feina, si us plau!", on argumenta que si algú està qualificat i disposat a representar el codi obert arreu del món, ell el seguirà.
Durant l'estiu del 2003, en Raymond va exposar les seves opinions pel que fa a la política, les diferència de QI humanes, el terrorisme i la guerra de l'Iraq en el seu blog, provocant una allau de crítiques. També ha estat criticat d'haver modificat el Jargon File per a poder-hi reflectir-hi les seves pròpies opinions sobre la guerra.
També ha expressat l'opinió que, a diferència dels Estats Units d'Amèrica, Europa col·lapsarà en un futur pròxim pels problemes associats al voltant de la immigració, especialment la musulmana.